# سلو ایمنی کیرووا (داغستان)
سلو ایمنی کیرووا (به لاتین: Selo imeni Kirova) یک منطقهٔ مسکونی در روسیه است که در شهرستان کیزلیارسکی واقع شده‌است.